# Gert Reifarth
Gert Reifarth (* 1968 in der DDR) ist ein deutscher Literatur- und Kulturwissenschaftler sowie Theatermacher.

## Leben
Reifarth studierte 1987–1993 Germanistik und Anglistik in Jena, arbeitete 1994–1999 als Germanistik- und Sprachdozent in Galway/Irland, 2000–2003 in Berlin und lebte von 2003 bis 2008 in Melbourne/Australien. Seine Promotion erfolgte 2002. Seit 2008 ist er Lehrbeauftragter an der Freien Universität Berlin für Allgemeine und Vergleichende Literaturwissenschaft.
Im Oktober 2006 führte er als Autor und Regisseur Who’s afraid of Harry Heine? A radio-play-live-on-stage about the Last Romantic, in UA Open Stage Theatre, Melbourne auf. 2007 gründete er mit Peter Tregear die Operngesellschaft IOpera in Melbourne. Am 29. Februar und 1. März 2008 inszenierte er die Oper Erwin und Elmire (Libretto: J.W. Goethe, Musik: Anna Amalia), in der Central Hall, Melbourne. Im Februar 2008 organisierte er mit Philip Morrissey die Konferenz Aesopic Voices: Reframing Truth in 20th-Century Folklore, Fairy Tales and Fables.

## Publikationen
- 2007 Das Innerste von außen. Zur deutschsprachigen Lyrik des 21. Jahrhunderts. ISBN 978-3-8260-3778-8 (Germanisten aus AU und NZ über moderne deutsche Gedichte von Günter Kunert bis Rammstein-Sänger Till Lindemann; Illustrationen von vier australischen Künstlerinnen)
- 2006 CD Who’s afraid of Harry Heine? (Hörspiel über Heinrich Heine, mit einigen seiner Gedichte in englischer Übersetzung)
- 2003 Buch Die Macht der Märchen. Zur Darstellung von Repression und Unterwerfung in der DDR in märchenhafter Prosa. ISBN 978-3-8260-2407-8
- weitere Arbeiten u. a. zur slowenischen Band Laibach, zu aktuellen deutschen Filmen über Hitler und den Holocaust, zur Wiederauferstehung der DDR in ostdeutschen Theatern.